# HC Stadion Cheb
HC Stadion Cheb (celým názvem: Hockey Club Stadion Cheb) je český klub ledního hokeje, který sídlí v Chebu v Karlovarském kraji. Založen byl v roce 1978 pod názvem TJ Stadion Cheb. Svůj současný název nese od roku 2008. Klubové barvy jsou modrá, bílá a šedá.  Od sezóny 2020/21 působí ve 2. lize, tedy ve třetí nejvyšší soutěži..
Své domácí zápasy odehrává na zimním stadionu Cheb s kapacitou 1 670 diváků.

## Historické názvy
Zdroj:
- 1978 – TJ Stadion Cheb (Tělovýchovná jednota Stadion Cheb)
- 2008 – HC Stadion Cheb (Hockey Club Stadion Cheb)

## Přehled ligové účasti
Stručný přehled
Zdroj:
- 1992–1993: Krajský přebor regionální I. třídy – Západní Čechy (sk. B) (4. ligová úroveň v Československu)
- 1993–1994: Krajský přebor regionální I. třídy – Západní Čechy (sk. B) (4. ligová úroveň v České republice)
- 1994–1995: Krajský přebor regionální I. třídy – Západní Čechy (sk. A) (4. ligová úroveň v České republice)
- 2005–2007: Karlovarský krajský přebor (4. ligová úroveň v České republice)
- 2007–2010: bez soutěže
- 2010–2011: Karlovarská krajská soutěž – sk. A (5. ligová úroveň v České republice)
- 2011–2012: Ústecká a Karlovarská krajská liga (4. ligová úroveň v České republice)
- 2012–2013: Ústecká krajská liga (4. ligová úroveň v České republice)
- 2013–2015: Plzeňská krajská liga (4. ligová úroveň v České republice)
- 2015–2018: Karlovarská krajská liga (4. ligová úroveň v České republice)
- 2018–2019: Západočeský krajský přebor (4. ligová úroveň v České republice)
- 2020– součsnost: 2. liga – sk. Střed (3. ligová úroveň v České republice)

Jednotlivé ročníky
Zdroj:
Legenda: ZČ – základní část, červené podbarvení – sestup, zelené podbarvení – postup, fialové podbarvení – reorganizace, změna skupiny či soutěže
| Československo (1992 – 1993)                                                                  |                                                            |           |           |                                           |                         |
| Sezóny                                                                                        | Soutěž                                                     | Úroveň    | ZČ        | Play-off, nadstavba, sk. o udržení...     | Poznámky                |
| 1992/93                                                                                       | Krajský přebor regionální I. třídy – Západní Čechy (sk. B) | 4. úroveň | ?. místo  |                                           |                         |
| Česko (1993 – )                                                                               |                                                            |           |           |                                           |                         |
| Sezóny                                                                                        | Soutěž                                                     | Úroveň    | ZČ        | Play-off, nadstavba, sk. o udržení...     | Poznámky                |
| 1993/94                                                                                       | Krajský přebor regionální I. třídy – Západní Čechy (sk. B) | 4. úroveň | ?. místo  |                                           | Změna skupiny           |
| 1994/95                                                                                       | Krajský přebor regionální I. třídy – Západní Čechy (sk. A) | 4. úroveň | ?. místo  |                                           |                         |
| …                                                                                             |                                                            |           |           |                                           |                         |
| 2005/06                                                                                       | Karlovarský krajský přebor                                 | 4. úroveň | 6. místo  |                                           |                         |
| 2006/07                                                                                       | Karlovarský krajský přebor                                 | 4. úroveň | 5. místo  |                                           | Odhlášení ze soutěže    |
| V letech 2007–2010 byl klub bez A-mužstva, v soutěžích přihlášena pouze mládežnická družstva. |                                                            |           |           |                                           |                         |
| 2010/11                                                                                       | Karlovarská krajská soutěž – sk. A                         | 5. úroveň | 2. místo  |                                           | Reorganizace            |
| 2011/12                                                                                       | Ústecká a Karlovarská krajská liga                         | 4. úroveň | 5. místo  | Nadstavba Karlovarského kraje (2. místo)  | Reorganizace            |
| 2012/13                                                                                       | Ústecká krajská liga                                       | 4. úroveň | 4. místo  | Finále KV kraje                           | Přechod do jiného kraje |
| 2013/14                                                                                       | Plzeňská krajská liga                                      | 4. úroveň | 8. místo  |                                           |                         |
| 2014/15                                                                                       | Plzeňská krajská liga                                      | 4. úroveň | –. místo  |                                           | Odstoupení ze soutěže   |
| 2015/16                                                                                       | Karlovarská krajská liga                                   | 4. úroveň | 1. místo  | Finále                                    | Kvalifikace             |
| 2016/17                                                                                       | Karlovarská krajská liga                                   | 4. úroveň | 1. místo  | Finále                                    | Kvalifikace             |
| 2017/18                                                                                       | Karlovarská krajská liga                                   | 4. úroveň | 1. místo  | Finále                                    | Reorganizace            |
| 2018/19                                                                                       | Západočeský krajský přebor                                 | 4. úroveň | 1. místo  | Semifinále                                |                         |
| 2019/20                                                                                       | Západočeský krajský přebor                                 | 4. úroveň | 1. místo  | play-off zrušeno kvůli pandemii covidu-19 | Postup                  |
| 2020/21                                                                                       | 2. liga – sk. Jih                                          | 3. úroveň | neurčeno  | Ne                                        | Zrušeno                 |
| 2021/22                                                                                       | 2. liga – sk. Jih                                          | 3. úroveň | 6. místo  | Ne                                        |                         |
| 2022/23                                                                                       | 2. liga – sk. Západ                                        | 3. úroveň | 12. místo | Ne                                        |                         |
| 2023/24                                                                                       | 2. liga – sk. Západ                                        | 3. úroveň | 11. místo | Ne                                        |                         |
| 2024/25                                                                                       | 2. liga – sk. Západ                                        | 3. úroveň | 12. místo | Ne                                        |                         |